# Gà Andalusia

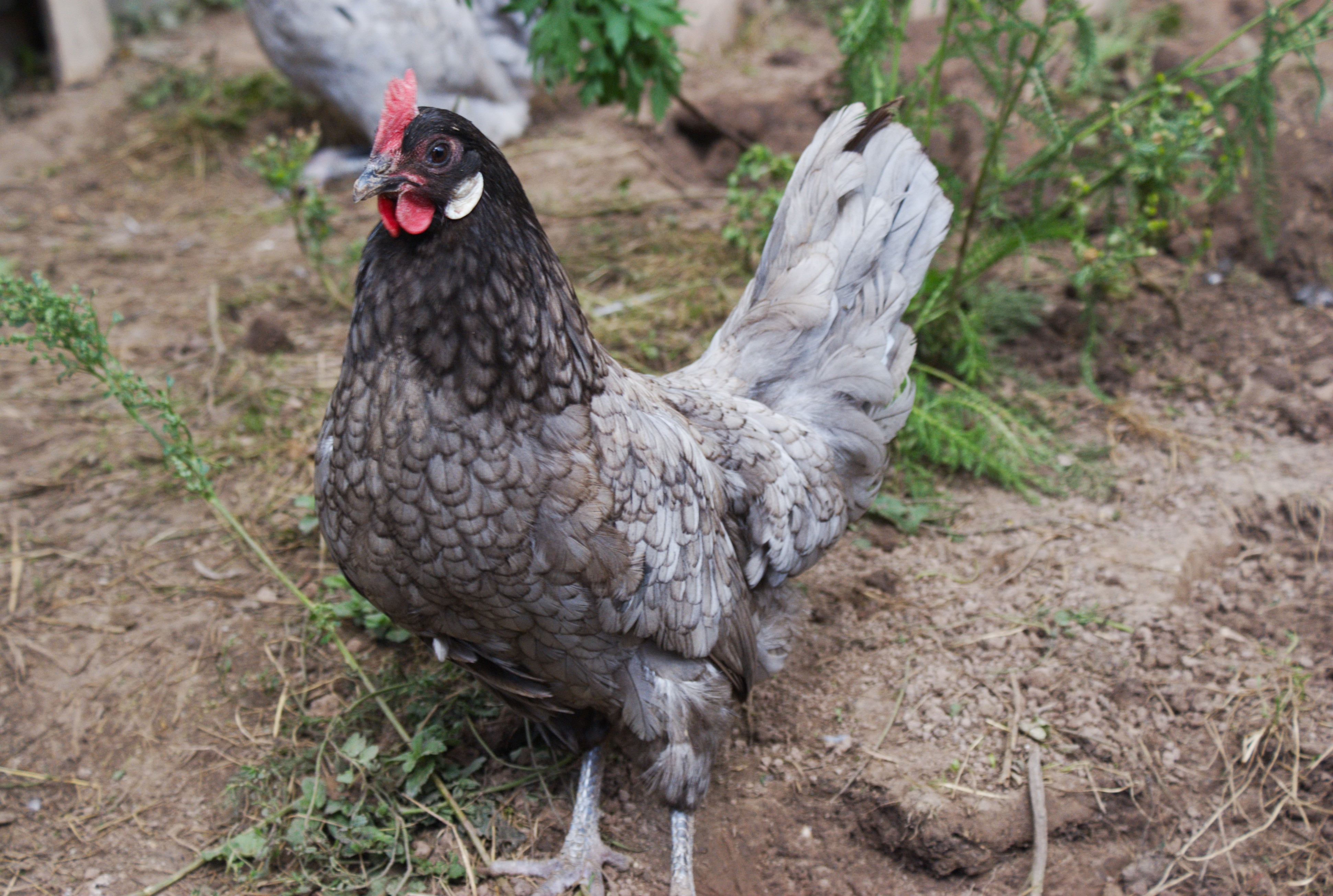
Một con gà Andalusia

Gà Andalusia là một giống gà có nguồn gốc từ vùng Andalusia của Tây Ban Nha. Chúng là một giống gà địa phương thuộc cộng đồng tự trị Andalusia ở Tây Nam Tây Ban Nha. Nó được phân bố qua nhiều vùng nông thôn của Córdoba và Seville, và đặc biệt tập trung ở khu vực Utrera, được coi là trung tâm của giống gà này. Năm 2009 dân số ước tính khoảng 10.000 con. Một loại rất khác của giống gà Andalusia có màu xanh đậm hơn và với bộ lông màu xanh lam, được tạo ra ở Anh từ các dòng gà được nhập khẩu từ Andalusia thông qua chọn lọc và lai tạo với các giống khác.

## Lịch sử
Có ít thông tin về lịch sử sớm của giống gà Andalusia. Những con gà lam xám từ Andalusia được nhập khẩu vào nước Anh không muộn hơn năm 1851. Giống gà Andalusia đã được đưa đến Mỹ vào khoảng năm 1850-1855, và được đưa vào ấn bản đầu tiên của Tiêu chuẩn Hoàn hảo của Hiệp hội Chăn nuôi Hoa Kỳ năm 1874. Giống gà này đã đến Nam Mỹ vào năm 1870, và lần đầu tiên được giới thiệu ở Đức trong cùng năm. Một giống gà tre đã được tạo ra vào những năm 1880.
Việc tạo ra loại "Andalusia" quốc tế, với bộ lông màu xanh lam, được cho là có nguồn gốc ở Anh, dù ở Andalusia hay ở Anh. Hai nhà lai tạo nói riêng đã bắt đầu quá trình này, mất nhiều năm: một cái tên Coles, từ Fareham, Hampshire, và John Taylor của Shepherd's Bush, ở tây London. Một nguyên đơn khác là Augusta Legge, nữ bá tước Dartmouth. Giống gà Andalusia được trưng bày tại Baker Street, London, vào tháng 1 năm 1853, chúng không được đưa vào bộ tiêu chuẩn năm 1865. 

## Đặc điểm
Bộ lông màu xanh lam của giống gà Andalusia được gây ra bởi một gen pha loãng, kết hợp với gen E cho bộ lông đen, tạo ra một phần pha loãng melanin tạo màu đen. Không phải tất cả những cá thể gà Andalusia đều có màu xanh dương: những con gà có hai bản sao của gen có độ pha loãng gần như về mặt tổng thể, và có màu trắng; một dòng gà không có bản sao không có pha loãng, và màu đen; những cá thể có một bản sao có pha loãng một phần, và màu xanh lam.
Các giống gà xanh xảy ra, theo tỷ lệ Mendelian, gấp đôi so với các màu khác. Tất cả đều có trong quần thể. Các thùy tai (tích) của gà Andalusian mịn, trắng, và hình quả hạnh; đỉnh mào là đơn và có kích thước trung bình, với năm điểm được xác định rõ ràng. Da gà có màu trắng, chân và bàn chân có màu đen. Gà mái Andaluza Azul sẽ đẻ khoảng 165 quả trứng mỗi năm; trứng nặng 70-80g. Gà mái xanh trắng đẻ trứng lớn nhất. 